# كأس يوغوسلافيا 1962–63
كأس يوغوسلافيا 1962–63 هو الموسم 16 من كأس يوغوسلافيا. أشرف على تنظيمه اتحاد صربيا لكرة القدم، وكان عدد الأندية المشاركة فيه 2383، وفاز فيه نادي دينامو زغرب.